# NEO STAFF
株式会社NEO STAFF（ネオスタッフ）は、かつて存在した人材派遣会社。

## 沿革
- 2005年7月-八戸市にてハートフルスタッフサービス設立(個人事業)
- 2006年1月-盛岡市へ移転 株式会社NEO STAFFへ名称変更・法人登記
- 2008年1月-仙台オフィス設立(本町ビル) -本社機能を仙台市へ移転
- 2011年10月-AERビル26Fへ移転
- 2012年12月-NEO STAFF メディカルサービス開始
- 2013年10月-NEO STAFF 広報宣伝事業開始
- 2013年10月-公式キャラクター ネオンくん誕生
- 2014年10月-NEO STAFF NEXT(転職支援サービス) 本格始動
- 2015年-東北楽天ゴールデンイーグルスオフィシャルスポンサー加盟
- 2016年-ベガルタ仙台オフィシャルスポンサー加盟
- 2016年7月-札幌オフィス設立-ヒューリック札幌ビル9Fに事務所開設
- 2017年8月-AERビル29Fへ移転
- 2017年-仙台89ERSオフィシャルスポンサー加盟
- 2019年8月-経営破綻。自己破産申請に入り東洋ワークへ事業譲渡